# 一宮市
一宮市（日语：／ Ichinomiya shi */?）是位於日本愛知縣西北部的城市，目前是中核市。
轄區位於濃尾平原的中間，木曾川的左岸，「一宮」之名源自於位於現在市區內的真清田神社，其為過去令制國時代尾張國的一宮。
本地自11世紀以來已開始有纺织品產業，20世紀現代化後也持續發展紡織工業，現在並以「尾州」的品牌進行行銷。

## 人口
| 一宮市人口分布圖 |                                               |  |
| 一宮市與日本全國年齡別人口分布比較圖 （2005年資料） | 一宮市的年齡、男女別人口分布圖 （2005年資料） |  |
| ■紫色是一宮市 ■綠色是全国 | ■藍色是男性 ■紅色是女性                       |  |
| 一宮市人口變化 \| 1970年 \| 296,141人 \| \| \| 1975年 \| 318,878人 \| \| \| 1980年 \| 335,465人 \| \| \| 1985年 \| 341,384人 \| \| \| 1990年 \| 346,972人 \| \| \| 1995年 \| 353,999人 \| \| \| 2000年 \| 362,726人 \| \| \| 2005年 \| 371,687人 \| \| \| 2010年 \| 378,566人 \| \| \| 2015年 \| 380,868人 \| \| \| 2020年 \| 380,073人 \| \| |                                               |  |
| 資料來源：日本總務省統計中心提供之人口普查數據 |                                               |  |
| 1970年 | 296,141人                                     |  |
| 1975年 | 318,878人                                     |  |
| 1980年 | 335,465人                                     |  |
| 1985年 | 341,384人                                     |  |
| 1990年 | 346,972人                                     |  |
| 1995年 | 353,999人                                     |  |
| 2000年 | 362,726人                                     |  |
| 2005年 | 371,687人                                     |  |
| 2010年 | 378,566人                                     |  |
| 2015年 | 380,868人                                     |  |
| 2020年 | 380,073人                                     |  |

## 歷史
過去在令制國時代屬於尾張國，西半部包括現在的市中心區域屬於中島郡，北部屬於葉栗郡，東部屬於丹羽郡。
由於位於尾張國與美濃國的邊界，16世紀中織田信長與齋藤道三之間著名的「正德寺的會見」即在此地。
17世紀進入江戶時代後，大部分區域都成為尾張藩的領地，少部分區域屬於尾張藩御附家老成瀨氏犬山藩和竹腰氏今尾藩的領地。
19世紀末明治維新實施廢藩置縣後，原屬各藩的區域分別改隸屬名古屋縣、今尾縣、犬山縣，在1872年的第一次府縣整併後全部區域隸屬新整併的名古屋縣，而名古屋縣在四個月後更名為愛知縣。
1889年日本實施町村制時，將過去原本的一宮村和一色村合併為一宮町，最初的一宮町範圍僅包括現在的一宮市主要市區的區域，而周邊區域在當時還分屬中島村、新明村、苅安賀村、高井村、妙興寺村、三輪村、神戶村、馬寄村、開明村、日光村、三條村、奥村、小信中島村、起村、大德村、萩原村、玉野村、明地村、祐賀村、上祖父江村、稻保村、豐原村、時之島村、赤羽村、穗波村、浮野村、青木村、淺淵村、多加森村、三重島村、九日市場村、二川村、豐富村、幼村、瑞穗村、光明寺村、北方村、里小牧村、玉之井村、黑田村、大田島村、佐千原村、淺井村共43個行政區劃。
一宮町在1921年改制為一宮市後，自1940年代至1950年代期間陸續將周邊的行政區劃併入，而西側靠近木曾川的區域則以起村為中心在1955年整併為尾西市，西北側則是以黑田村為中心在1906年整併，並在1910年更名為木曾川町；這兩個行政區劃2000年代的平成大合併期間，於2005年併入一宮市。

## 交通

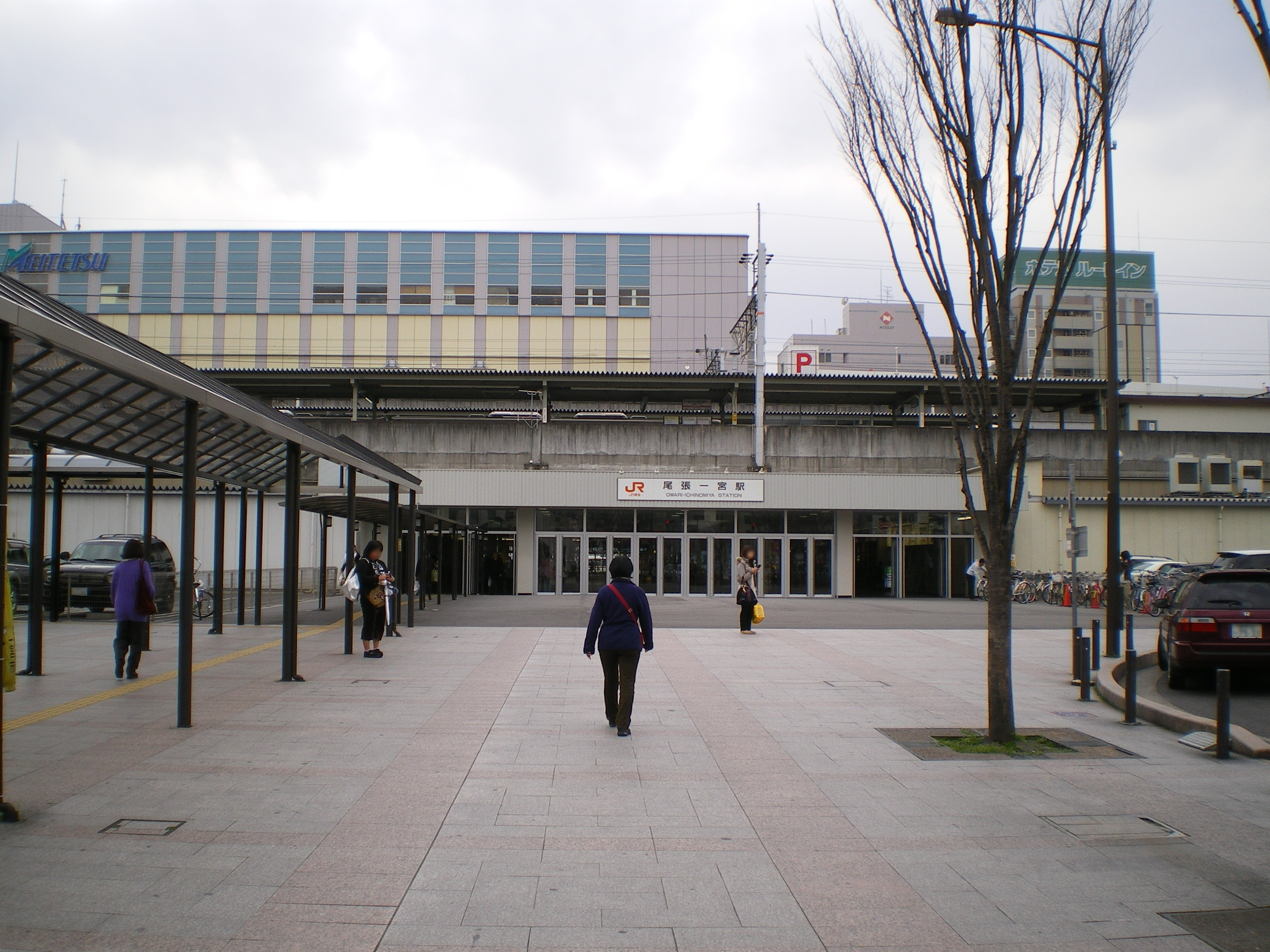
尾張一宮車站

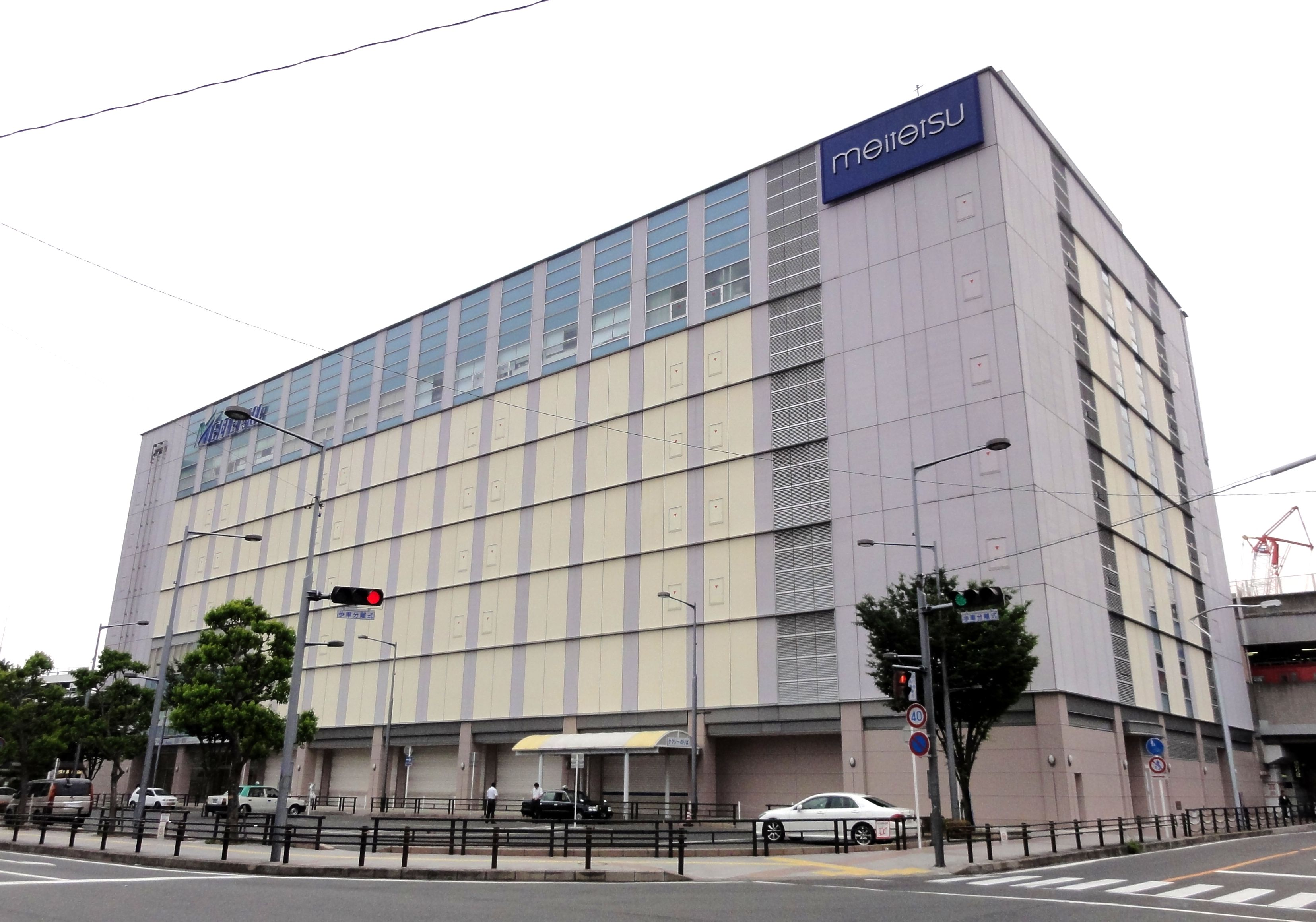
名鐵一宮車站

東海旅客鐵道的東海道本線自轄區中以南北向通過主要市區，在市區中設有尾張一宮車站，往南可在二十分鐘內抵達名古屋車站，往北至岐阜車站更僅需十分鐘。
除東海旅客鐵道外，名古屋鐵道也有名古屋本線和尾西線兩條鐵路路線進入一宮市內，並在名鐵一宮車站交會，而名鐵一宮車站和尾張一宮車站兩個車站實際上是緊鄰在一起，彼此轉乘非常方便。
過去在1960年代以前，名古屋鐵道在此曾還有一宮線及路面電車起線兩條路線，其中一宮線可自東南側現在的岩倉市岩倉車站直接接至現在名鐵一宮車站東側的東一宮車站，起線則是自現在的名鐵一宮車站往西，可通到現在的一宮市小信中島地區；不過此兩條路線已先後在1954年和1965年停止營運。
轄內的高速公路則包括以南北向自市區南側的名神高速道路，以及自名神高速道路分出從市區西側往北通過的東海北陸自動車道，在市區東側也有屬於名古屋高速道路的名古屋高速16號一宮線。
市內的客運路線由名鐵巴士和一宮市政府委託經營的社區巴士i-巴士兩家客運負責營運，其路線同樣都是以一宮車站為樞紐延伸至市內各地，甚至名鐵巴士的路線也可以接往東側的岩倉市、江南市和北側的岐阜縣各務原市。

### 鐵路
- 東海旅客鐵道
  - 東海道本線：（←稻澤市）- 尾張一宮車站 - 木曾川車站 -（岐阜縣笠松町→）
  - 東海道新幹線：（←稻澤市）- （未在轄內設置車站） -（岐阜縣羽島市→）
- 名古屋鐵道
  - 名古屋本線：（←稻澤市）- 妙興寺站 - 名鐵一宮車站 - 今伊勢站 - 石刀站 - 新木曾川車站 - 黑田站 - 木曾川堤站 -（岐阜縣笠松町→）
  - 尾西線（←稻澤市）- 玉野車站 - 萩原車站 - 二子車站 - 苅安賀車站 - 觀音寺車站 - 名鐵一宮車站 - 西一宮車站 - 開明車站 - 奧町車站 - 玉井站

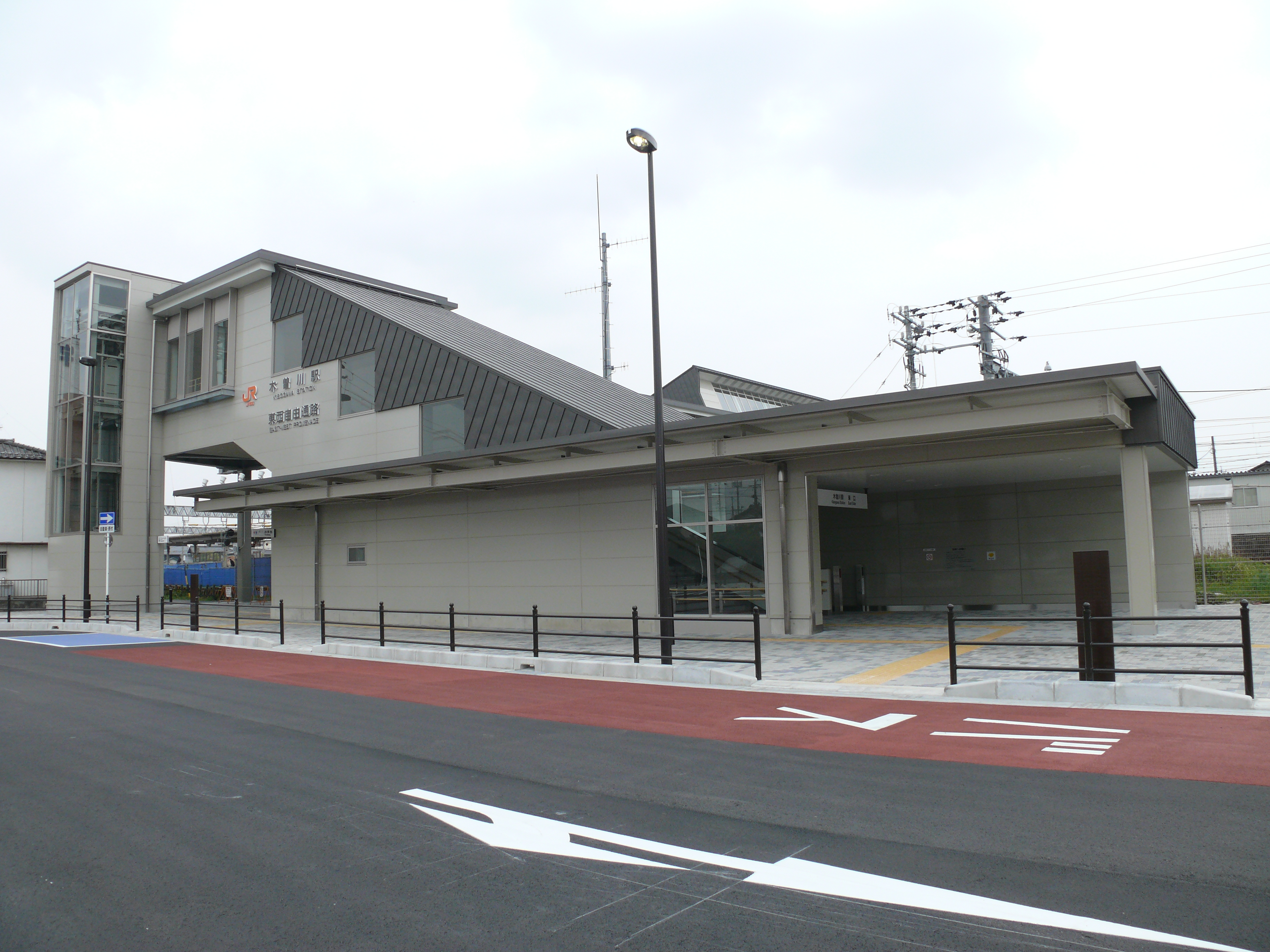
木曾川車站
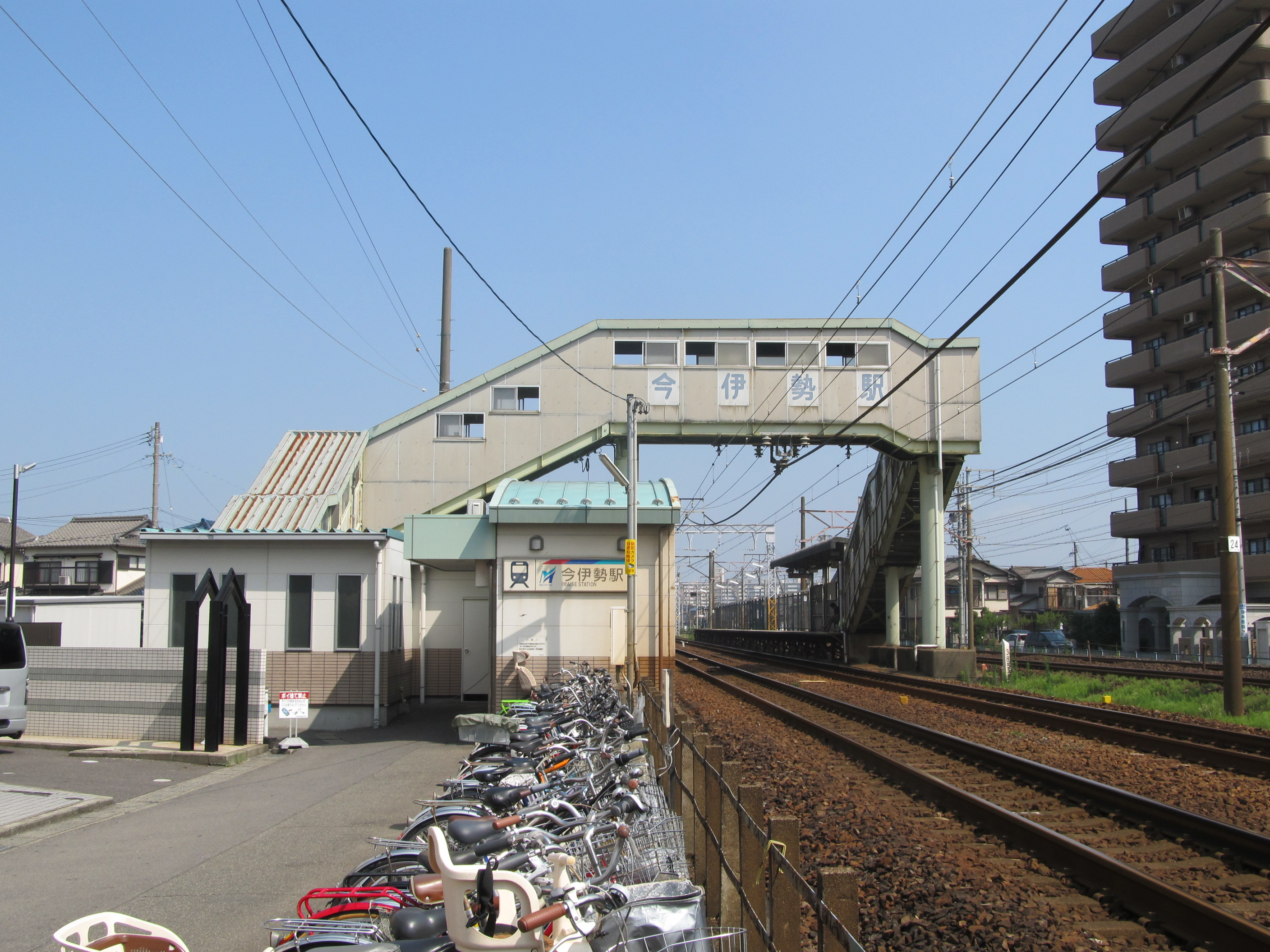
今伊勢車站
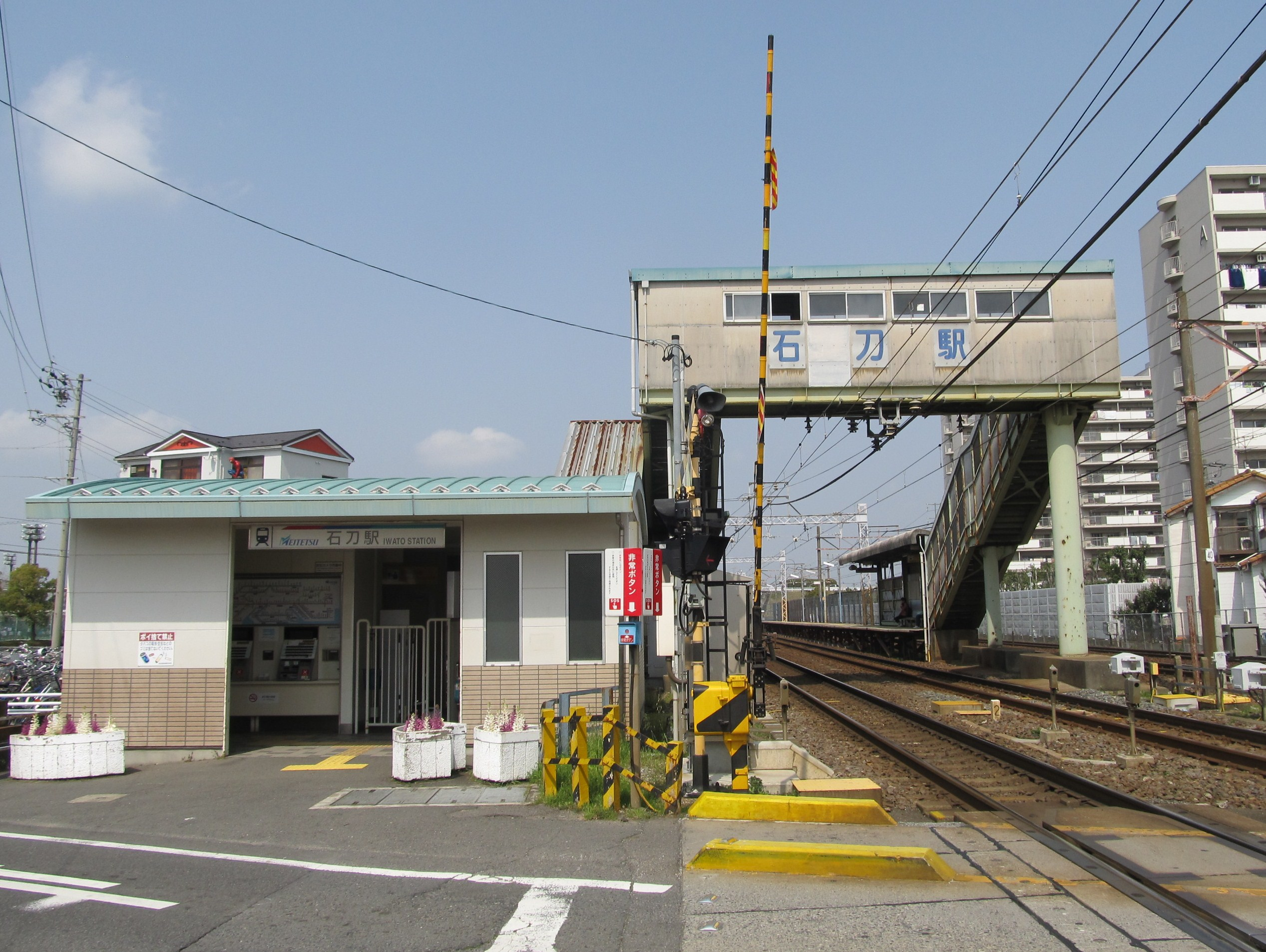
石刀車站
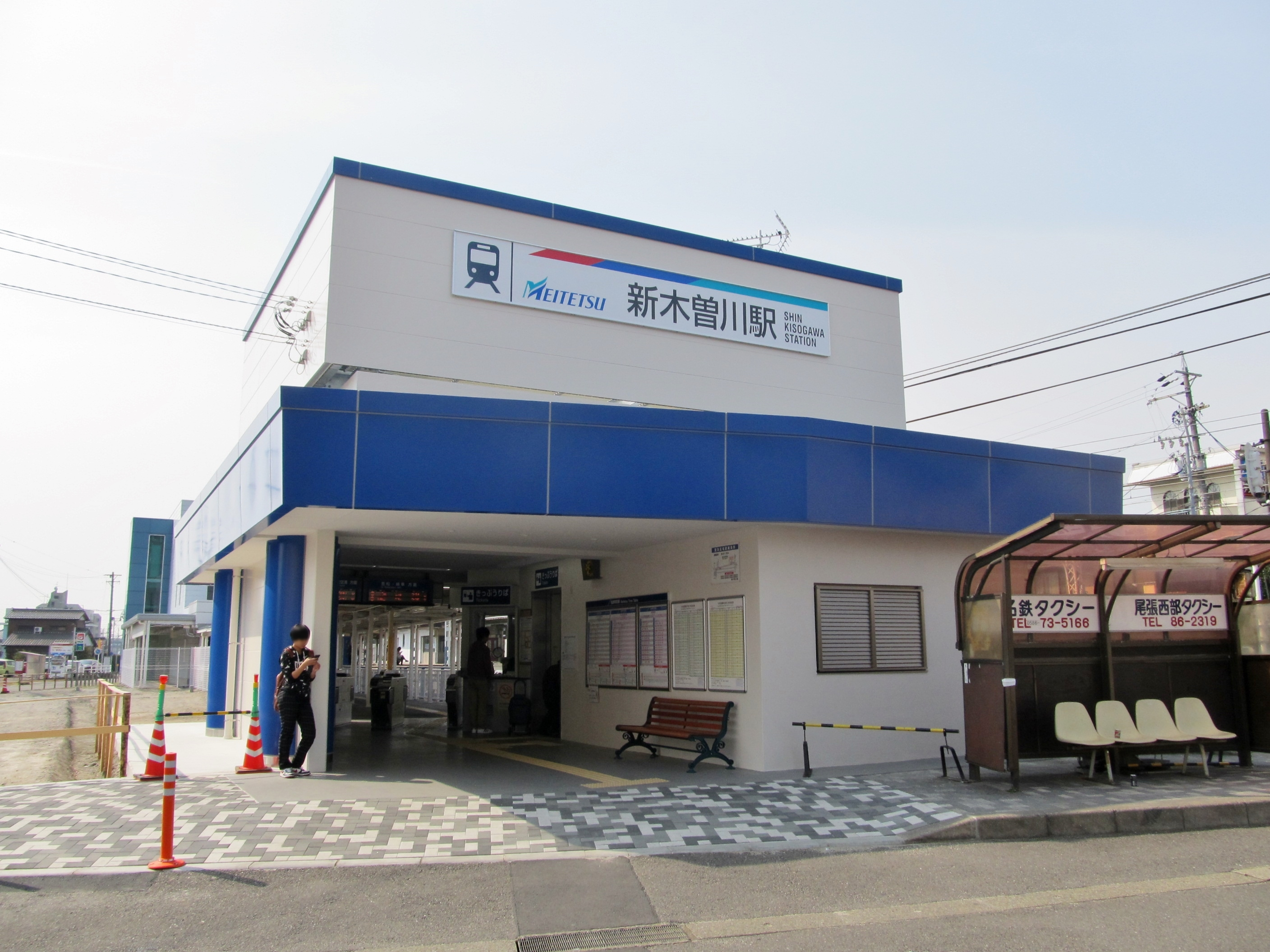
新木曾川車站
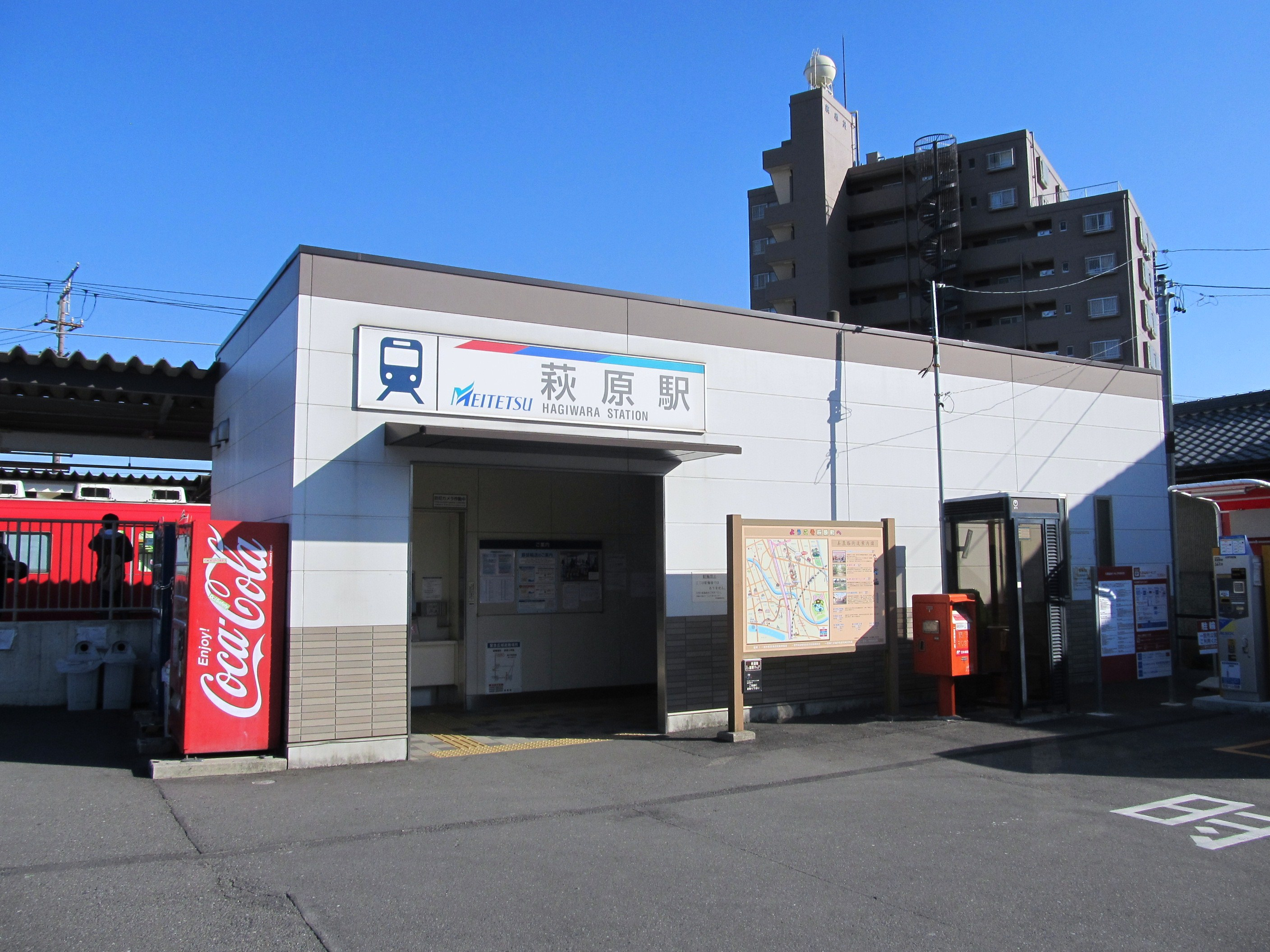
萩原車站
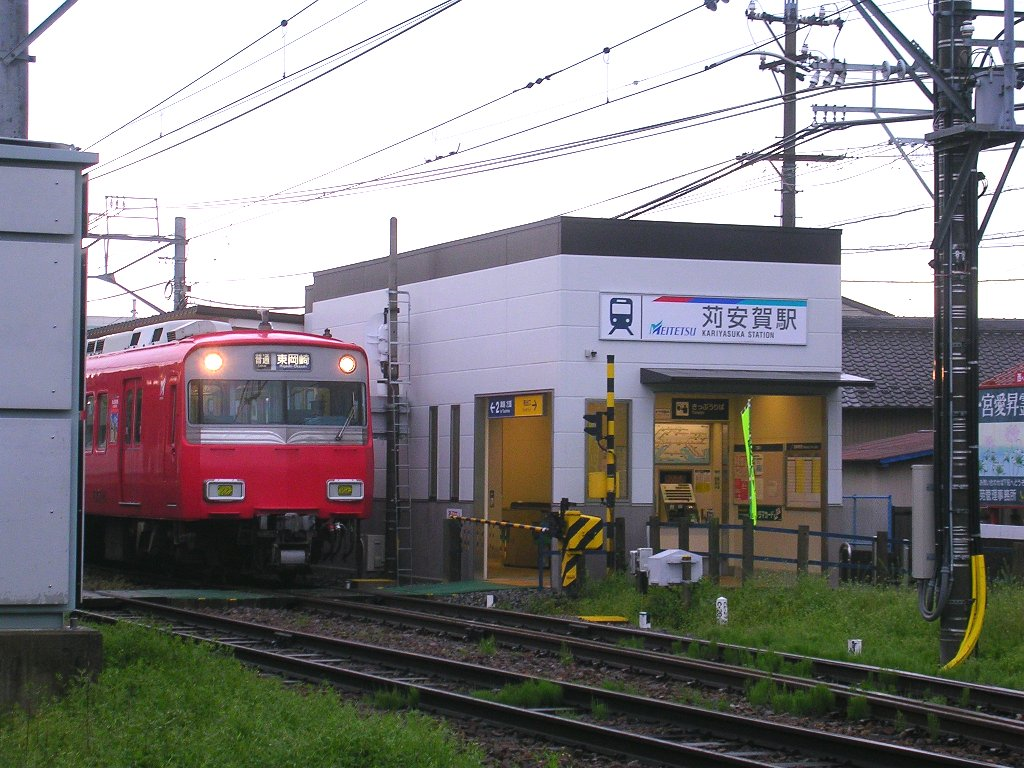
苅安賀車站
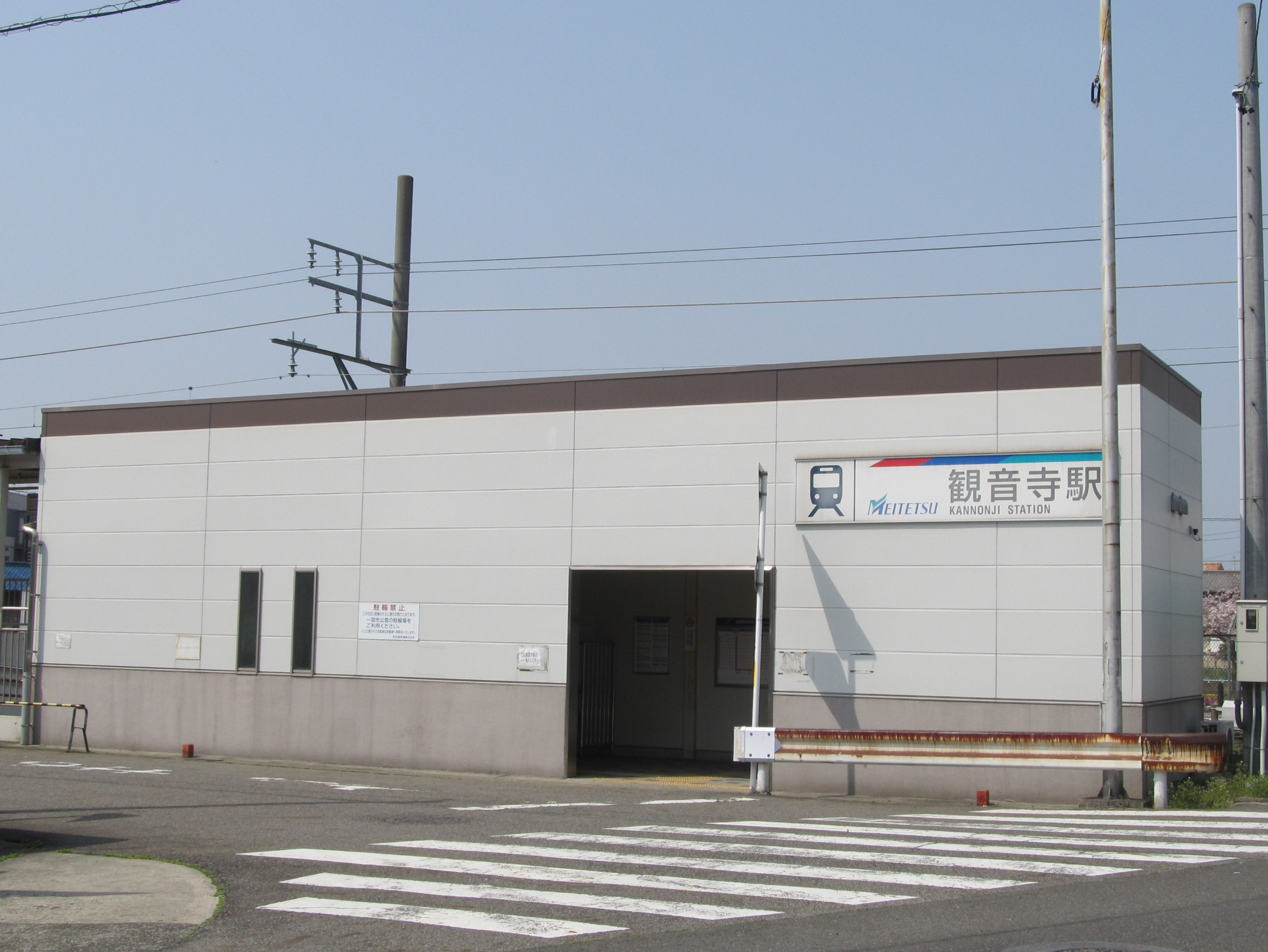
觀音寺車站
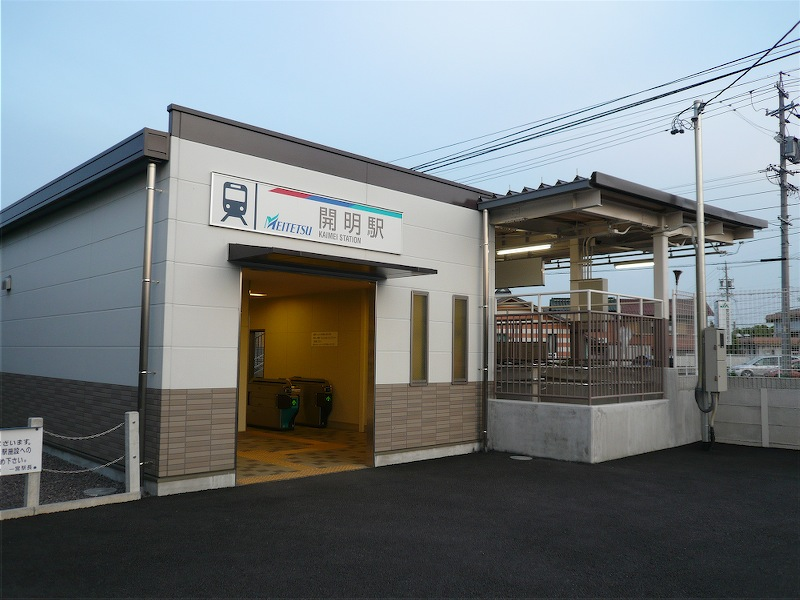
開明車站

### 公路
高速公路
- 名神高速道路：（岩倉市） - 尾張一宮休息區（日语：尾張一宮パーキングエリア） - 一宮交流道（日语：一宮インターチェンジ） - 一宮系統交流道（日语：一宮ジャンクション） -  （岐阜縣羽島市）
- 東海北陸自動車道：一宮系統交流道 - 一宮稻澤交流道（日语：一宮稲沢北インターチェンジ） - 一宮西交流道（日语：一宮西インターチェンジ） - 尾西交流道 - 一宮木曾川交流道（日语：一宮木曽川インターチェンジ） - （岐阜縣各務原市）
- 名古屋高速16號一宮線：（北名古屋市） - 一宮西春出入口 - 一宮南出口 - 一宮交流道 - 一宮東出入口 - 一宮中入口

## 观光資源
紡織產業由於自江戶時代即為本地的主要產業，因此在20世紀初期開始發展工業化時期的工廠及設施現在也被規劃為觀光工廠，讓旅客可以認識當時的生產方式，甚至當時勞工的生活環境。
位於市中心北側的真清田神社為尾張國的一之宮，在九世紀以前即已存在於此，也是本地「一宮」市名的由來，每年約有120萬人前來參拜。
16世紀末戰國時代建立土佐藩的武將山內一豐出生於一宮市北部的黑田地區，因此在此區域有許多與其相關的歷史遺跡，包括其出生地的黑田城遺址，其家族的菩提寺法蓮寺，在該地的一宮市木曾川資料館內也展示包括山內一豐、淺野長政、兼松正吉、奧村永福在內與當地有因緣歷史人物的資料。每年九月當地也會舉行「木曾川一豐祭」

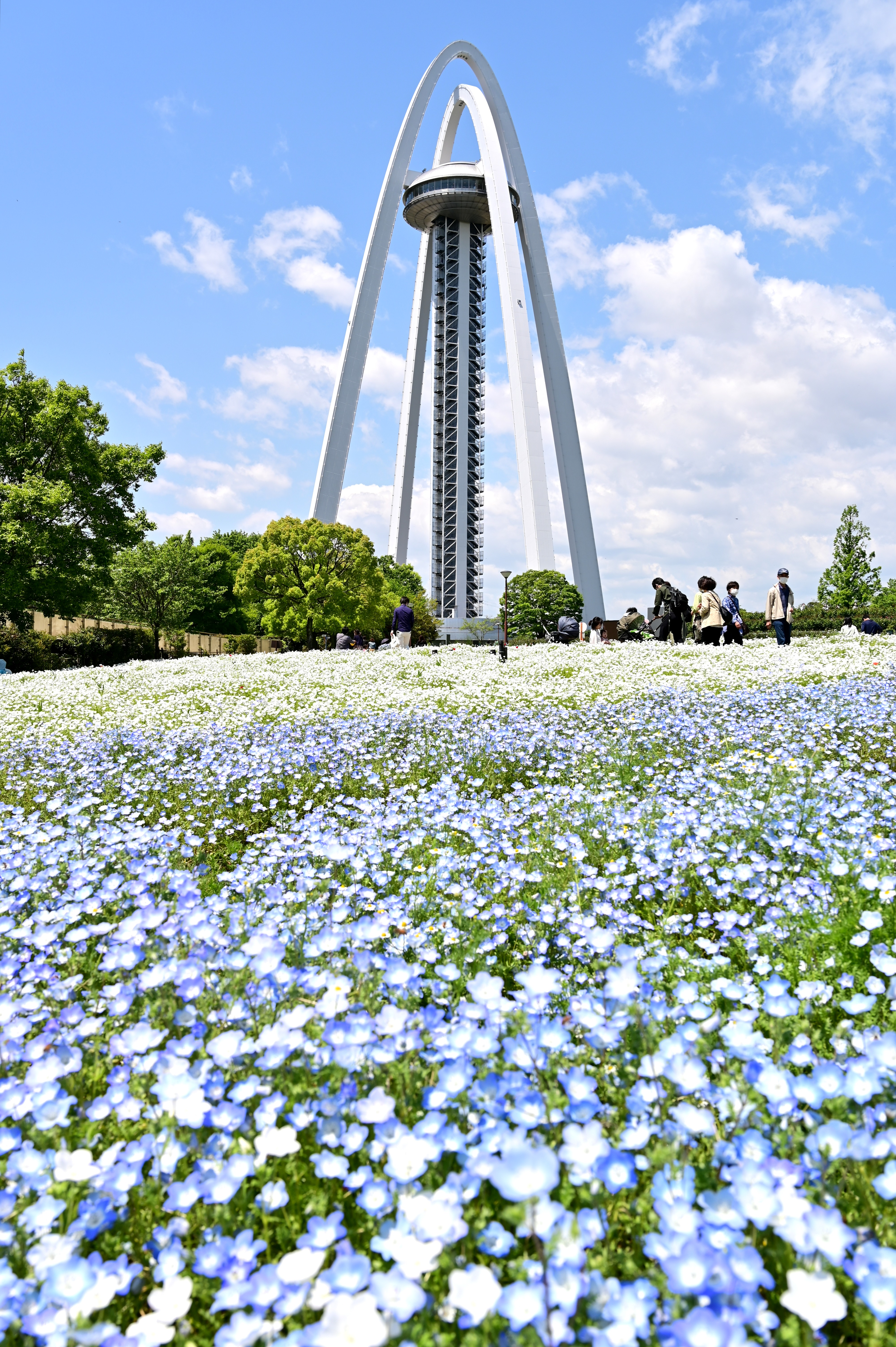
雙子塔138
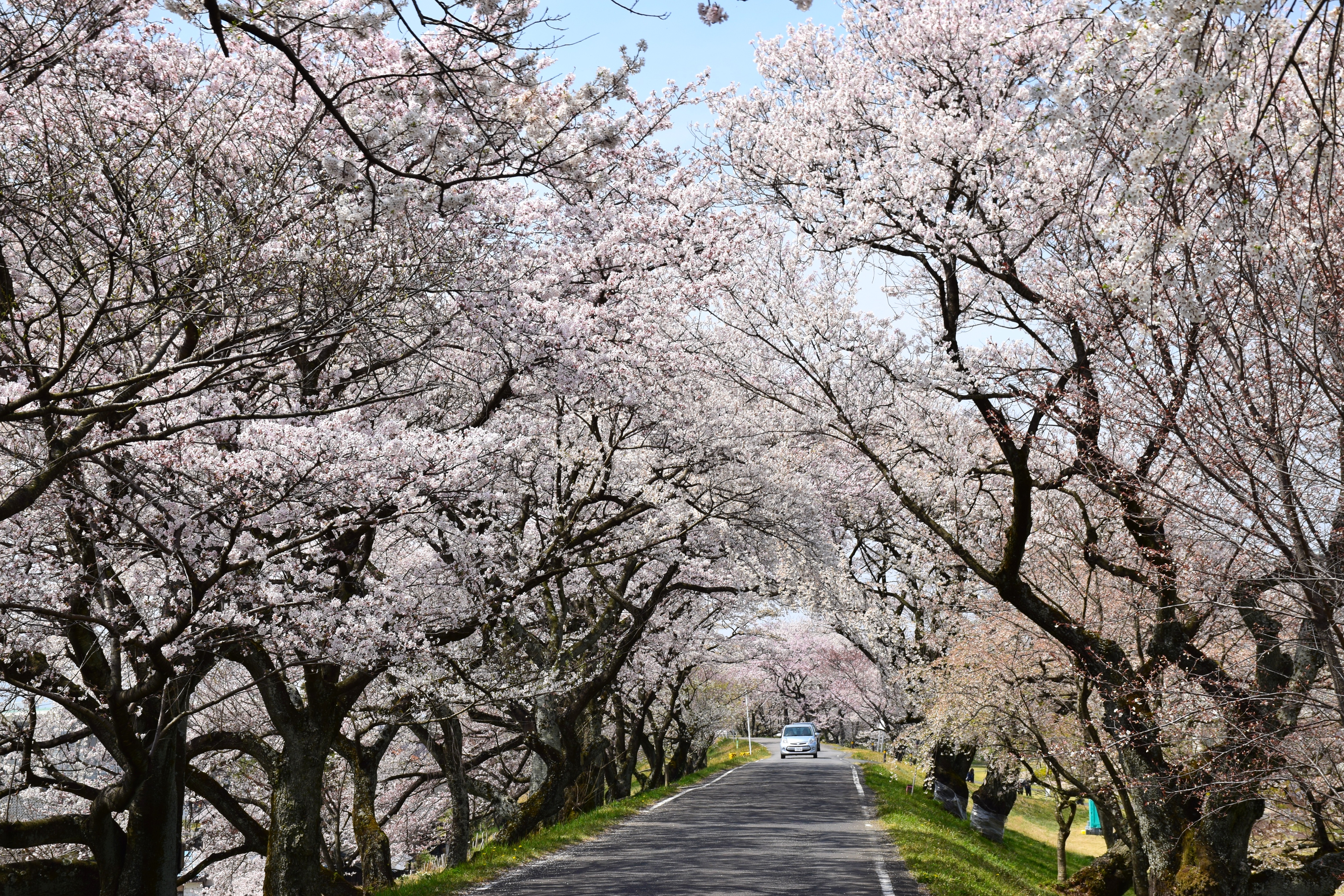
木曾川堤
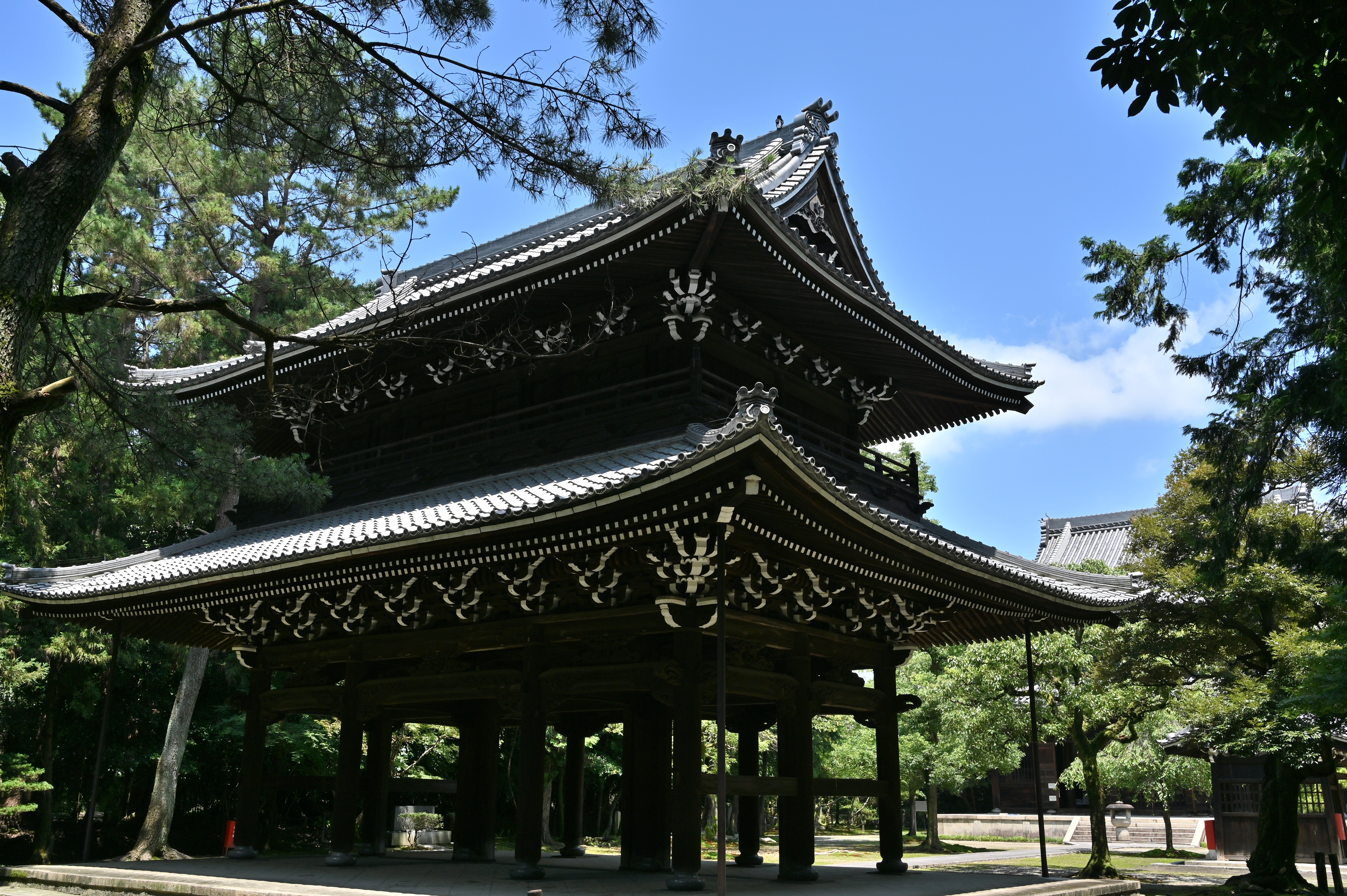
妙興寺
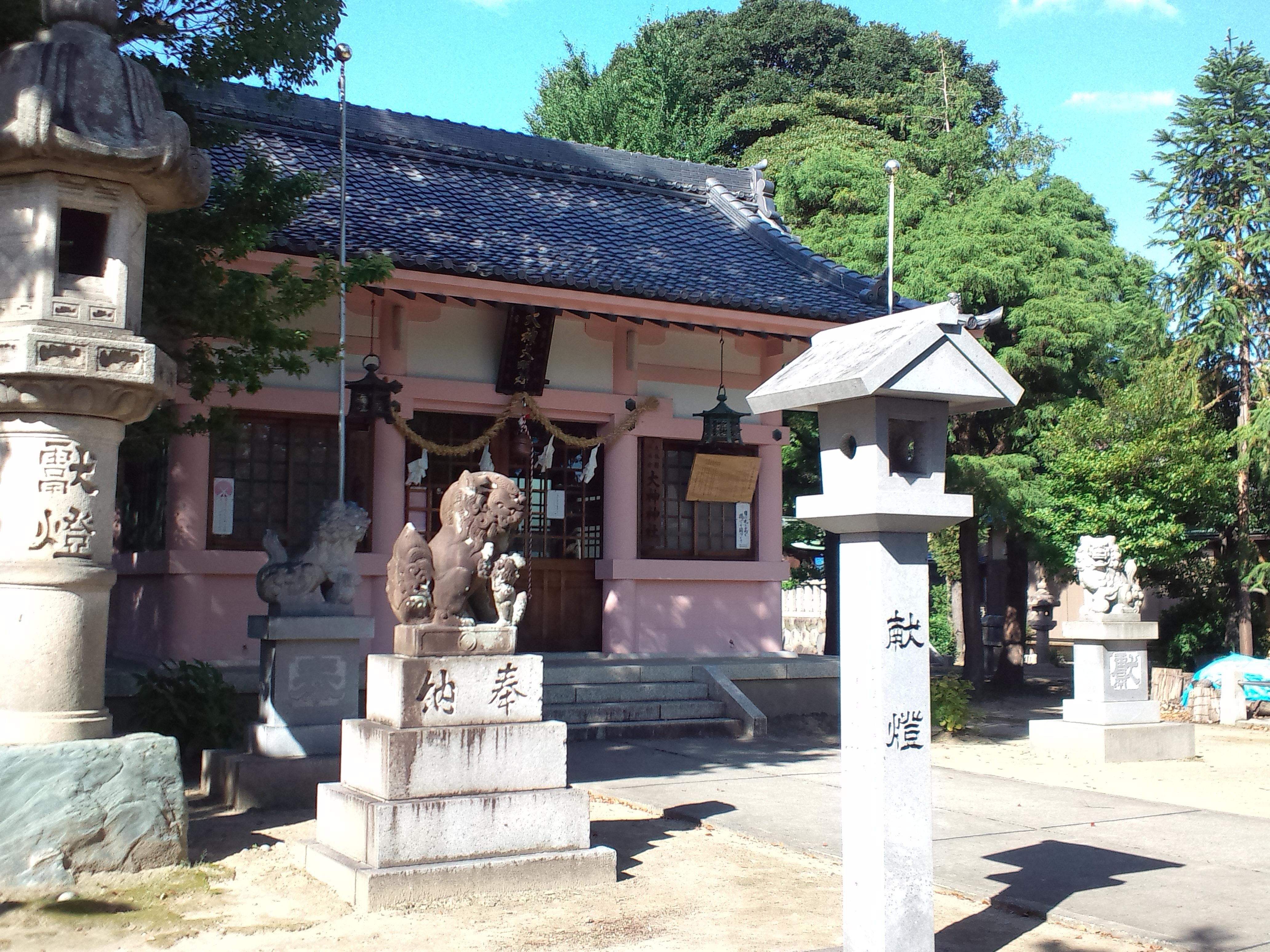
大神神社
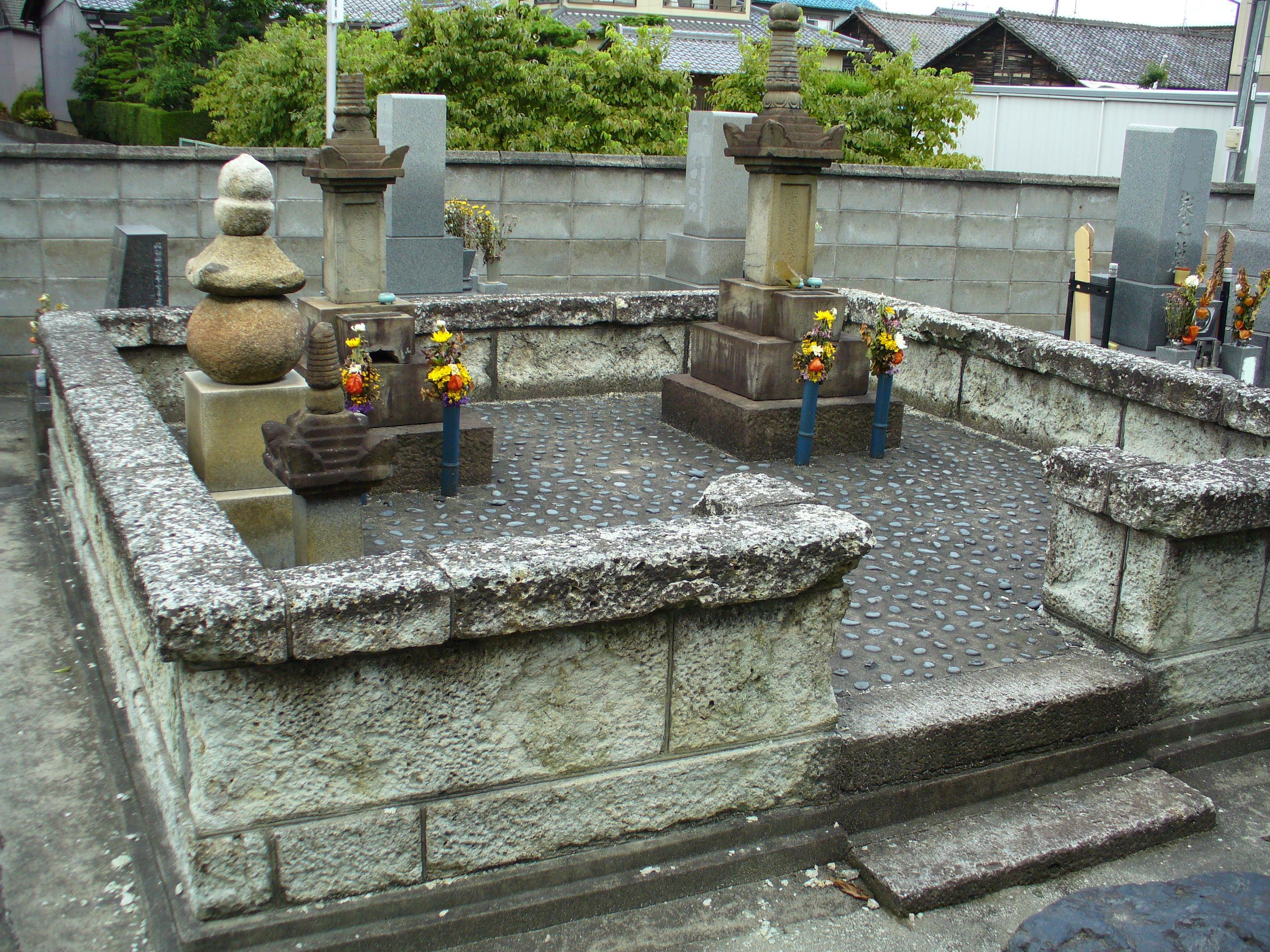
法蓮寺内的山內盛豐、十郎父子之墓
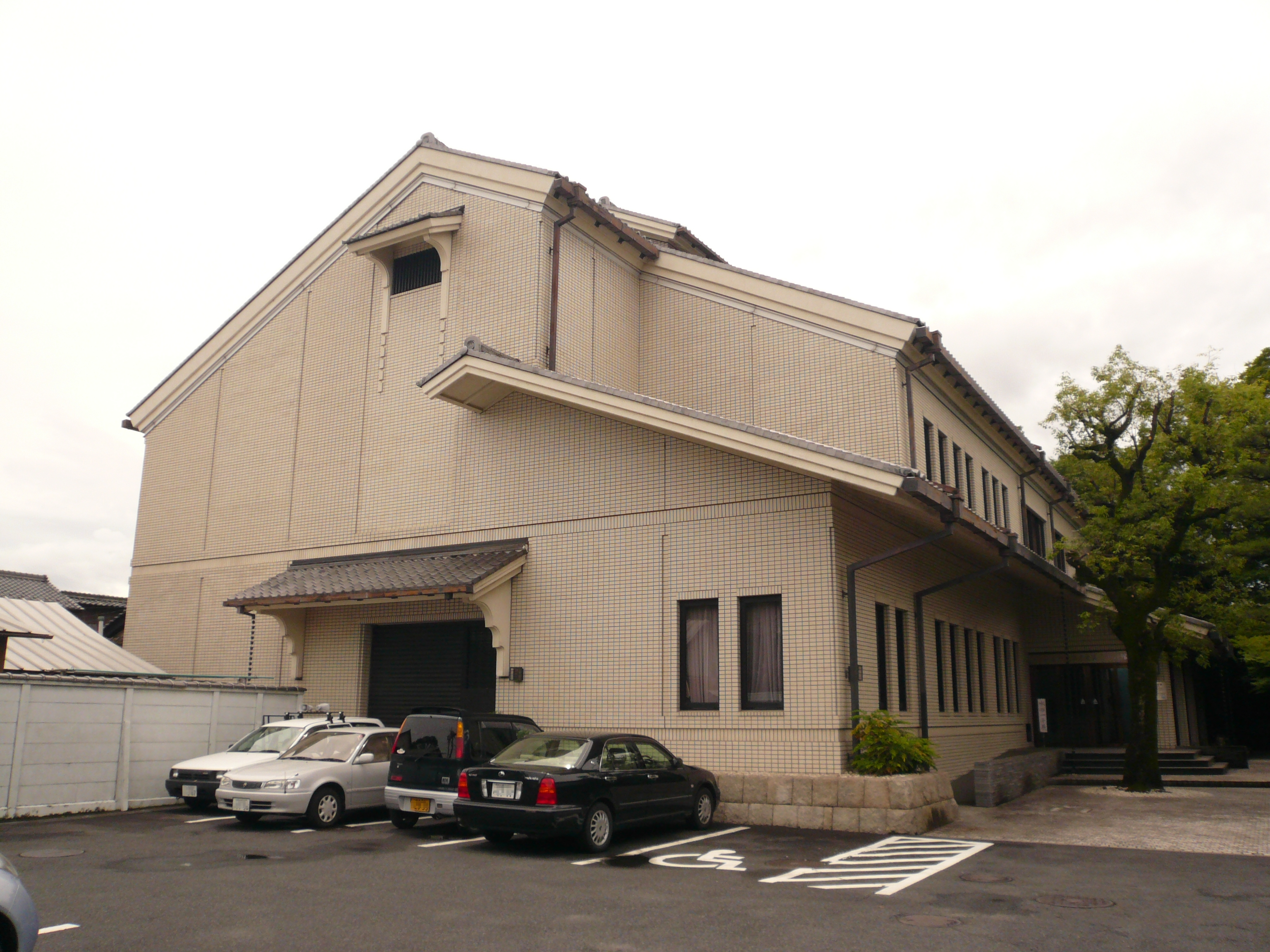
尾西歷史民俗資料館
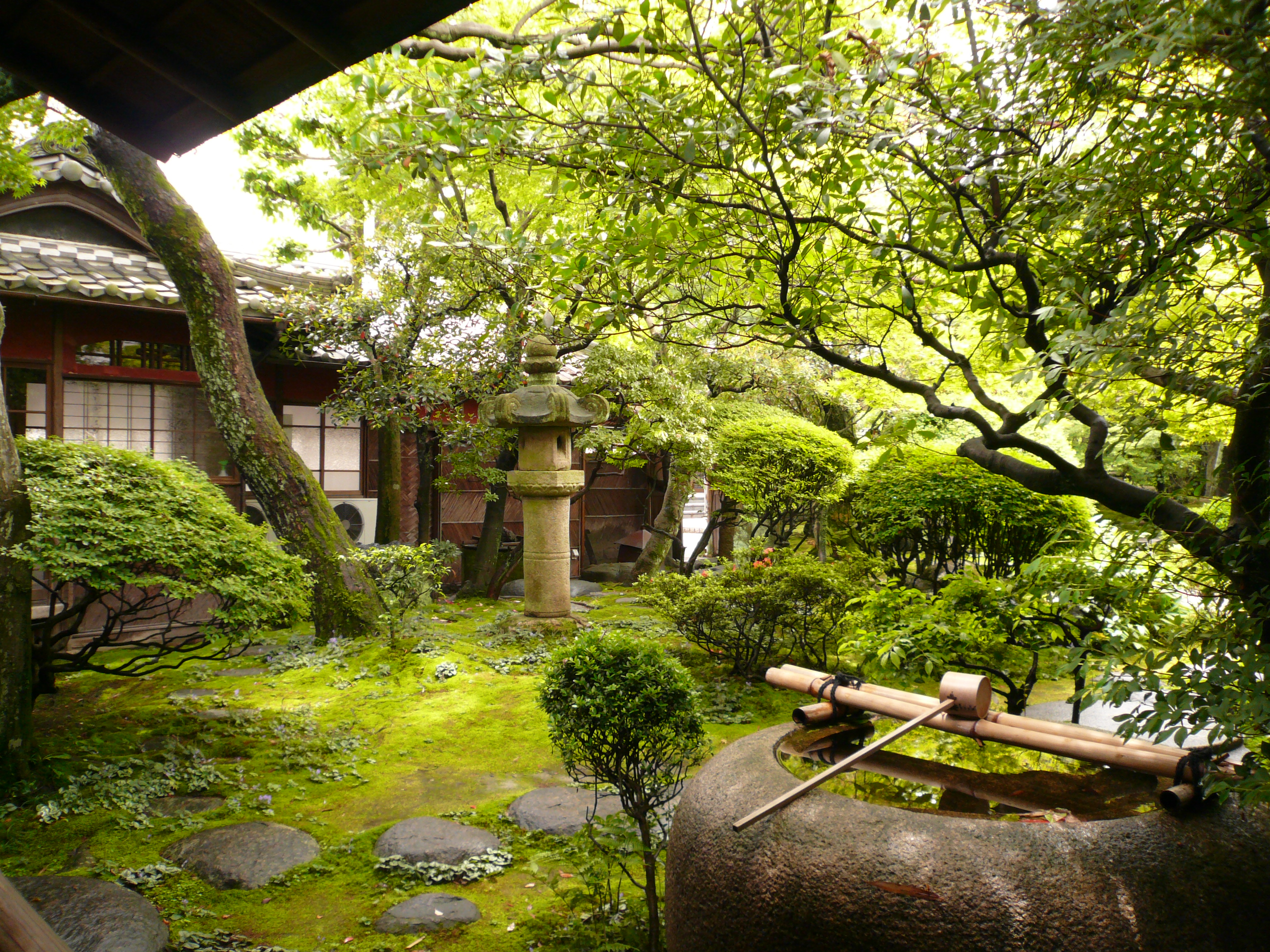
舊林家住宅（尾西歷史民俗資料館別館）
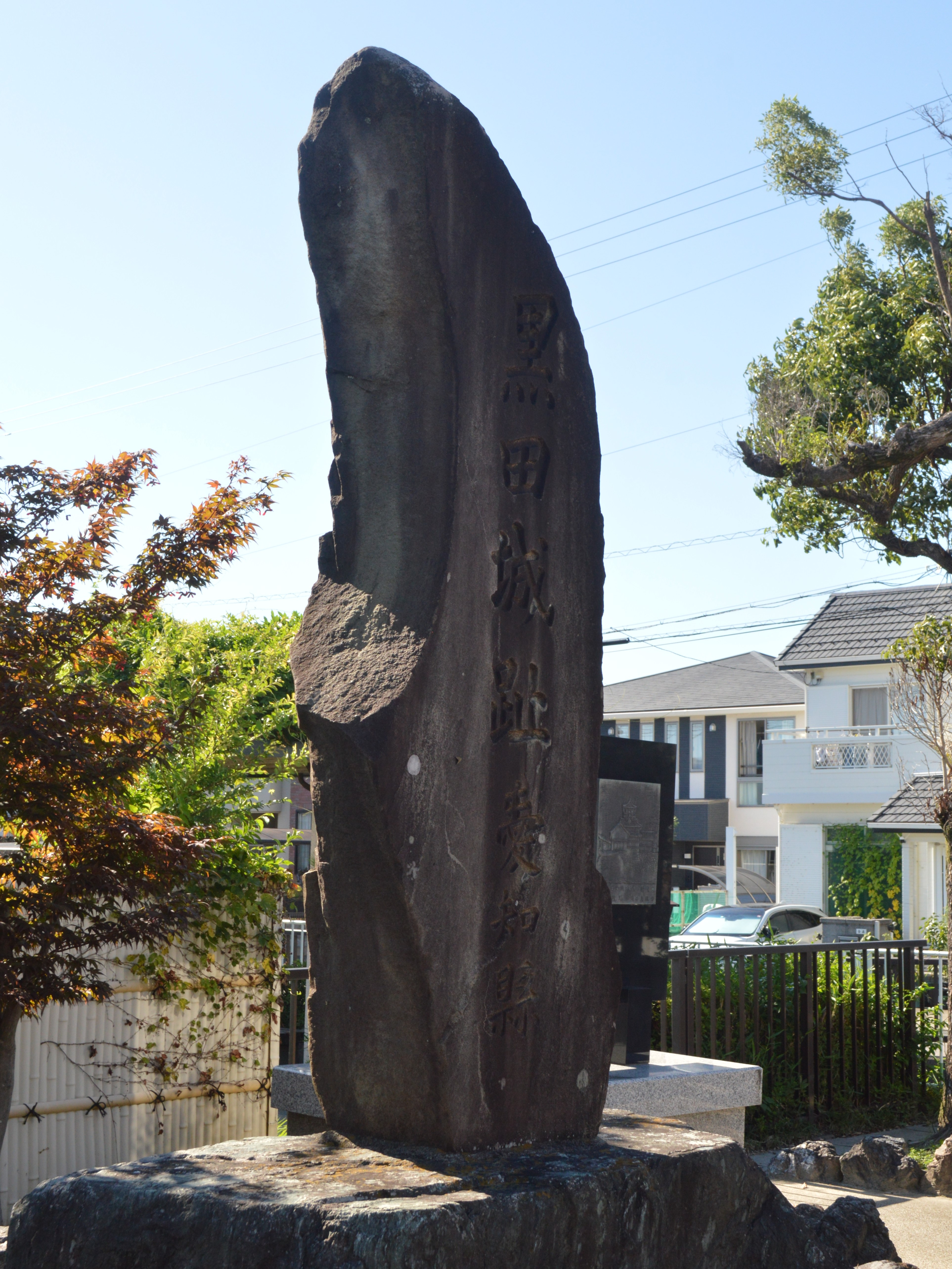
黑田城遺址
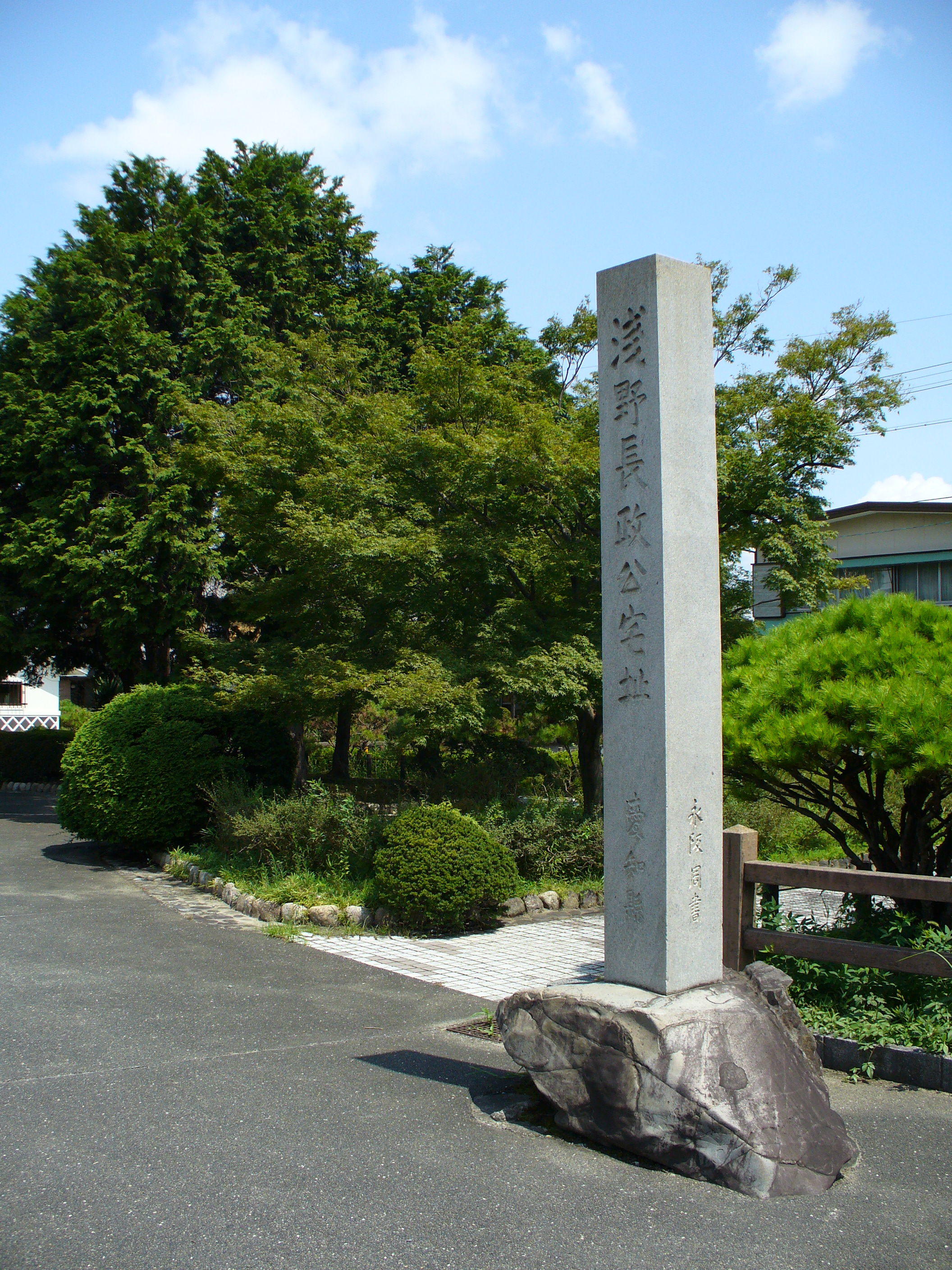
淺野長政屋敷跡

## 教育
一宮市內的高等教育學校有修文大學和一宮研伸大學兩所大學，兩所大學雖然都是21世紀後才成立，但其前身分別可以追溯至1941年成立的一宮女子商業學校和1971年成立的大雄會一宮高等看護學院；目前一宮研伸大學以看護學部為主，修文大學則有看護學部、健康榮養學部、醫療科學部。

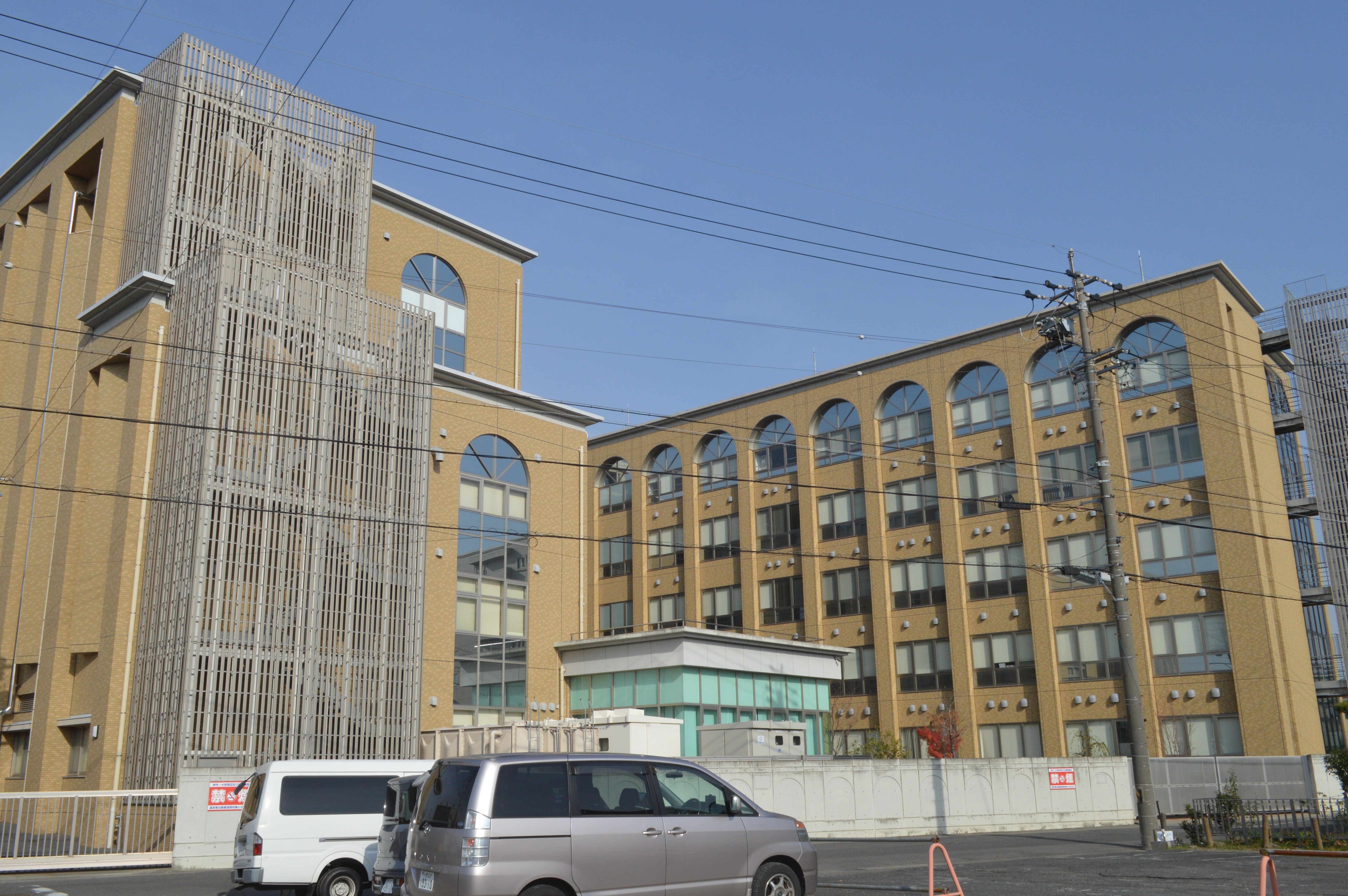
修文大學
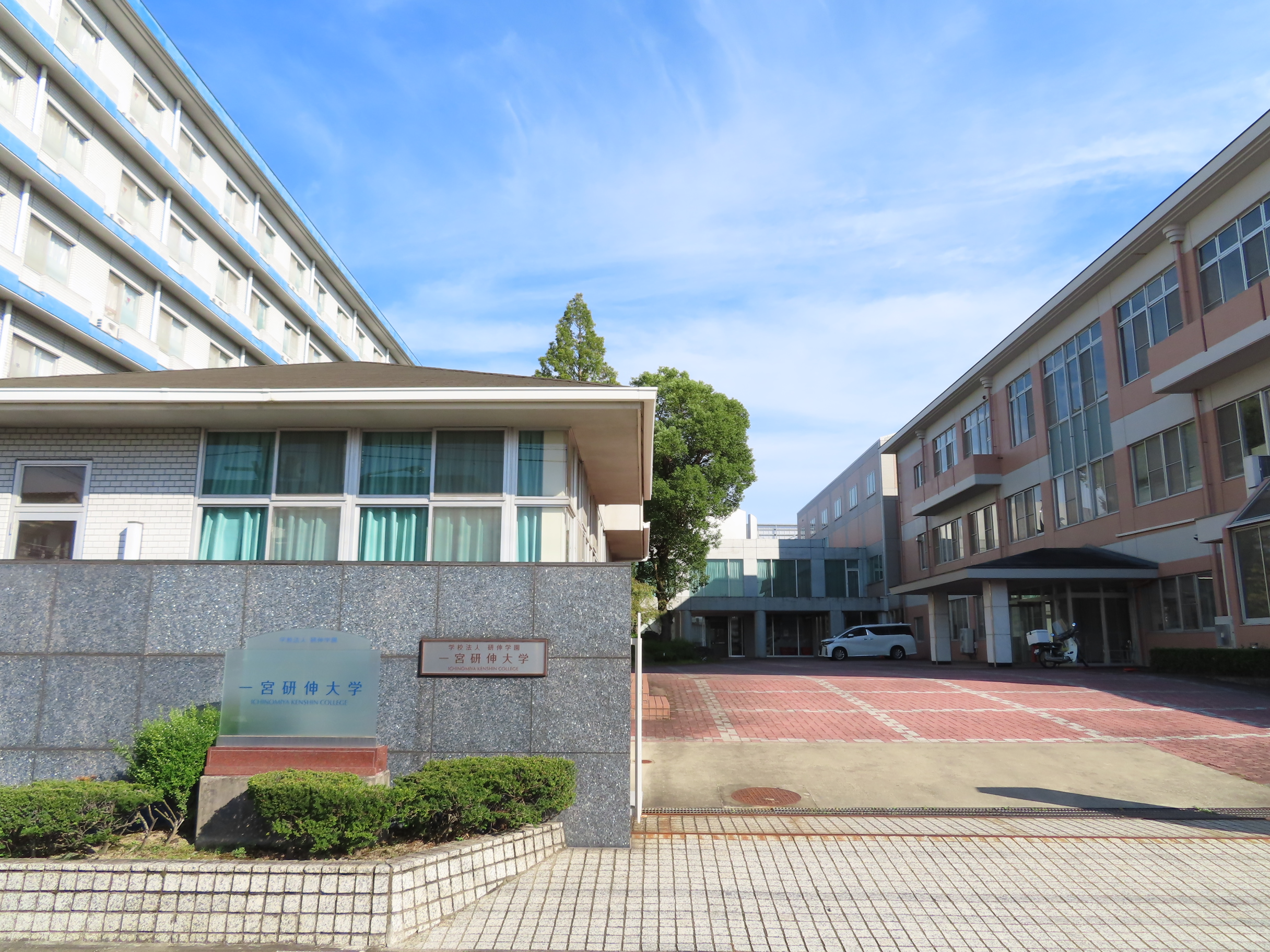
一宮研伸大學

## 姊妹、友好城市

### 海外
- 特雷維索（義大利威尼托大区特雷維索省）
兩地於2015年締結為友好城市。[15]

## 外部連結
- （日語） 一宮市的官方観光網站 （页面存档备份，存于）